# Gibson Les Paul

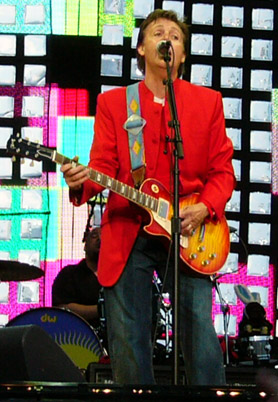
Paul McCartney grający na leworęcznym Gibsonie Les Paul

Gibson Les Paul – gitara elektryczna, jej projektantem jest Ted McCarty, a nazwę wzięła od gitarzysty jazzowego Lesa Paula.
Sztandarowy model firmy Gibson, produkowany w latach 1952-1960; 1968-obecnie. Pierwowzór wszystkich późniejszych gitar firmy Gibson. Razem z Fenderem Stratocasterem jest legendą rocka i bluesa.

## Budowa i modele
Gibson Les Paul wyposażony jest w stały mostek Tune-o-Matic oraz Stopbar. Wyjątkiem jest model Axcess - niektóre jego wersje produkowane są z ruchomym mostkiem tremolo.
Charakterystyczne brzmienie zawdzięcza elektronice oraz drewnu użytemu do produkcji.
Zazwyczaj korpus oraz gryf zbudowane są z mahoniu, top z klonu, a podstrunnica z palisandru - aczkolwiek w niektórych modelach Gibson Les Paul zastosowano m.in. korpusy z koriny, topy z mahoniu czy podstrunnice z przypalanego klonu (baked maple), granadillo lub sztucznego tworzywa richlite (w zastępstwie za heban). Cechą charakterystyczną konstrukcji jest wklejany gryf (tzw. set-in), skala 24-3/4", 22 progi oraz szyjka montowana pod kątem w stosunku do korpusu.
W zależności od modelu oraz lat produkcji występują różne budowy korpusów; różne grubości i profile gryfów.
Podstawowe modele Les Paul to: Junior; Studio; Standard; Custom.
Na ich bazie powstały alternatywne wersje Les Paul m.in. Studio Faded; Traditonal; Classic; Supreme; Deluxe oraz wiele innych. W 1993r. w nowo otwartym oddziale 'Gibson Custom, Art and Historic' oficjalnie rozpoczęto produkcję reedycji modelu Les Paul, nawiązując do specyfikacji z poszczególnych lat z okresu 1956-1960. Modele te noszą nazwę Historic Reissue Series (potocznie nazywane historykami). W 2004r. przeniesiono ze zwykłej linii produkcyjnej do oddziału 'Gibson Custom, Art and Historic' produkcję modelu Custom.

### Przetworniki
Istotny wpływ na brzmienie mają również przetworniki, a raczej ich budowa. Na początku produkcji w gitarach typu Les Paul wykorzystywane były przetworniki single-coil (tzw. single) charakteryzujące się jasnym brzmieniem, jednak generowały one zbyt wiele szumów.
W związku z tym zespół projektantów firmy Gibson pod wodzą Lesa Paula zdecydował się użyć wynalezionego przez pracownika firmy Gibson Setha Lovera humbuckera (składał się z dwóch przeciwnie względem siebie nawiniętych cewek osadzonych na przeciwnie spolaryzowanych magnesach), który przeszedł do historii pod nazwą PAF (Patent Applied For). Brzmienie tych przystawek było wyraźnie ciemniejsze w stosunku do singli oraz – co najważniejsze – humbuckery praktycznie nie dodawały do sygnału przydźwięku sieci zasilającej i innych zakłóceń elektromagnetycznych, zwłaszcza z cewek głośników i transformatorów wzmacniaczy.
Wciąż jednak produkowane są Les Paule z wykorzystaniem singli.

## Gibson Les Paul SG (Solid Guitar)
Gibson, chcąc zapobiec dalszemu spadkowi sprzedaży Gibson Lesa Paula, w 1960 roku postanowił go odświeżyć i poprzez serię transformacji w 1961 powstał Gibson Les Paul SG. Jednak Les Paul poprosił o usunięcie jego imienia i nazwiska z nazwy gitary, wobec czego od tej pory jest znany jako Gibson SG.
Gitary typu Les Paul w swojej pierwotnej formie powróciły do produkcji i sprzedaży w 1968.